# Labris (ciudad)
Labris o Labrita era el nombre de una antigua ciudad ubicada en el norte del mar Negro, en el Reino del Bósforo. 
Se menciona únicamente en una inscripción de una dedicatoria a Apolo que se ha fechado en torno a los años 390-380 a. C. El motivo de la dedicatoria es la victoria del rey del Bósforo, Leucón I, sobre Oktamasades, rey de los sindos en la Batalla de Labris . De la dedicatoria se deduce que Apolo era la divinidad más importante de la ciudad, pero es probable que en la ciudad estuviera poco helenizada.
La inscripción fue hallada en la actual Semibratnee, unos 35 km al norte de Gorguipia.